# Splendid Isolation
A Splendid Isolation Yonderboi második stúdióalbuma. A német Mole Listening Pearls adta ki 2005. október 21-én; Magyarországon a CLS Records jelentette meg 2005 végén.

## Dalok
1. All We Go to Hell – 4:07
2. Amor – 3:39
3. Eyes for You – 4:46
4. Badly Broken Butterflies – 3:20
5. Follow Me Home – 4:40
6. Were You Thinking of Me? – 3:21
7. People Always Talk About the Weather – 4:58
8. Love Hides – 4:36
9. Motor – 4:30
10. Trains in the Night – 4:30
11. Soulbitch – 5:12
12. Before You Snap – 6:29
13. Even If You Are Victorious – 2:43